# Сібель Едмондс
Сібель Деніз Едмондз (англ. Sibel Edmonds) — колишня перекладачка, яка за контрактом працювала на Федеральне бюро розслідувань (ФБР), і засновниця та головна редакторка незалежного новинного веб-сайту NewsBud.
Невдовзі після 9/11 ФБР найняло її на роботу як перекладачку, проте звільнило менш ніж за сім місяців. Вона ідентифікувала себе як інформаторку і оскаржила своє звільнення; проте суд відмовився задовольнити її позов про неправомірне звільнення, бо тоді ФБР потрібно було б розголосити конфіденційну інформацію. Вона звинуватила колегу у приховуванні незаконної діяльності за участю громадян Туреччини, у нібито серйозних порушеннях безпеки та замовчуванні, і в тому, що дані розвідки навмисне затаювалися, що поставило під загрозу національну безпеку.  Після її звинувачень генеральний прокурор США видав розпорядження про охорону державної таємниці, що забороняє їй розголошувати будь-яку іншу інформацію про ФБР. У 2006 PEN American Center нагородив її премією PEN/Newman's Own First Amendment Award за її позов. У березні 2012 вона видала мемуари під назвою «Засекречена Жінка — Історія Сібель Едмондс».
У 2004 році Сібель Едмондс заснувала та опублікувала Boiling Frogs Post, онлайн медіа-сайт, який претендує на безпартійну розслідувальну журналістську діяльність. У 2016 Сібель як головна редакторка заснувала незалежні новинні медіа NewsBud разом із партнерами, що співпрацювали з BFP.

## Молодість та освіта
Донька матері-турчанки та батька з Іранського Азербайджану, Едмондс жила в Ірані, а тоді в Туреччині, перш ніж приїхати до Сполучених Штатів як студентка у 1988 році. Вільно володіючи азербайджанською, турецькою, перською та англійською мовами, Едмондс здобула ступінь бакалавра кримінального правосуддя та психології в Університеті Джорджа Вашингтона і ступінь магістра державної політики та міжнародної комерції в Університеті Джорджа Мейсона.

## Робота в ФБР
Едмондс працювала на ФБР протягом шести місяців з кінця вересня 2001 року до березня 2002 року. Едмондс найняли як підрядницю для роботи з усним перекладом у відділі перекладів ФБР у Вашингтоні  20 вересня 2001 року. Серед її основних ролей було перекладати таємно записані розмови турецьких дипломатичних та політичних мішеней.
Едмондс подала скарги до Управління професійної відповідальності ФБР і Управління генерального інспектора Міністерства юстиції США. Вона стверджує, що у відповідь менеджери їй помстилися , і 22 березня 2002 року її було звільнено. У червні 2002 року Ассошіейтед Прес та Вашингтон пост повідомляли про заяву ФБР про те, що Едмондс було звільнено через її дії, які були деструктивними й порушували безпеку, і через те, що вона погано виконувала свою роботу. Внутрішнє розслідування, проведене Управлінням генерального інспектора у ФБР у 2005 році, виявило, що багато звинувачень Едмондс у неправомірній поведінці «мали певну фактичну основу» і що «її звинувачення були як мінімум фактором, що посприяв рішенню ФБР припинити надання нею послуг», але вони не змогли обґрунтувати всі її звинувачення, а також не зробили заяви про те, що її звільнення було помилковим.
Звинувачення Едмондс щодо некоректності у ФБР пізніше привернули увагу Юридичного Комітету Сенату, який 17 червня 2002 року та 9 липня 2002 року провів незасекречені слухання з цього питання. Під час слухань ФБР надало різні незасекречені документи та заяви, пов'язані зі справою, що призвело до того, що сенатори Патрік Лейгі та Чак Грасслі надіслали генеральному інспекторові Ґленну А. Файну, генеральному прокуророві Джону Ешкрофту та директорові ФБР Роберту Мюллеру листи, датовані 19 червня 2002 року, 13 серпня 2002 року та 28 жовтня 2002 року, просячи пояснень та закликаючи до незалежного аудиту у перекладацькому підрозділі ФБР. Ці документи були опубліковані на веб-сайтах сенаторів.

## Після ФБР
У квітні 2004 року Едмондс заявила, що надала інформацію комісії з розслідування терактів 11 вересня в лютому того ж року. Хоча вона почала працювати незабаром після 11 вересня і працювала трохи більше ніж шість місяців, вона стверджувала, що знала інформацію, яка циркулювала всередині ФБР навесні та влітку 2001 року. За її словами, сесія була закритою і тривала понад три години. За повідомленнями, вона сказала комісії, що ФБР знало про запланований напад за кілька місяців, в той час, як терористи були на місці. Вона заявила: «Була загальна інформація про часові рамки; про методи, які будуть використані, але не про те, як конкретно вони будуть використані; і про людей на місці, і хто замовляв терористичні атаки такого роду. Також згадувалися інші міста. Великі міста із хмарочосами». 26 квітня свідчення Едмондс під присягою було анульоване на підставі привілею державної таємниці.
13 травня 2004 року Ешкрофт подав заяву, яка виправдовувала використання привілею державної таємниці проти запланованого свідчення Едмондс під присягою, і того ж самого дня ФБР заднім числом поставило гриф «Цілком Таємно» на всі матеріали та заяви, надані Юридичному Комітету Сенату у 2002 році у зв'язку із власним позовом Едмондс, а також листи, надіслані сенаторами та перевидані Проєктом Урядового Нагляду.
23 червня 2004 року зміна грифу заднім числом було оскаржено в позові, поданому Проєктом Урядового Нагляду, де згадувалися побоювання, що група може бути заднім числом покарана за публікацію листів на своєму веб-сайті. Міністерство юстиції намагалося домогтися відхилення позову, і чітко схвалило їхню передачу Проєкту Урядового Нагляду, однак зміна грифу позбавила Едмондс можливості давати свідчення в груповому позові, а також у її власному позові як інформаторки. Останнє рішення було оскаржено, і генеральний інспектор Ґленн А. Файн оприлюднив висновок аудиторського звіту, стверджуючи, що «багато з її звинувачень були підтверджені, що ФБР не поставилося до них достатньо серйозно, і що насправді її звинувачення стали найважливішим фактором у рішенні ФБР припинити надання нею послуг. Замість того, щоб ретельно та рішуче розслідувати звинувачення Едмондс, ФБР зробило висновок, що вона заважає, і розірвало її контракт».
У серпні 2004 року Едмондс заснувала Коаліцію інформаторів національної безпеки (NSWBC), яка існує, щоб допомагати інформаторам у сфері національної безпеки шляхом реформ та відстоювання інтересів.
У вересні 2005 року Едмондс заявила журналу Vanity Fair, що за відмову Денніса Гастерта від підтримки резолюції про геноцид вірмен була встановлена ціна: «… турецьке консульство … стверджувало в одному записі, що ціна за те, щоб Гастерт відкликав резолюцію, становила б щонайменше 500 000 доларів США».
У вересні 2006 року у Франції відбулася прем'єра документального фільму про справу Едмондс під назвою Une Femme à Abattre. Фільм розглядає справу Едмондс та містить інтерв'ю з різними причетними особами.
У серпні 2009 року Едмондс дала свідчення, наводячи інформацію, яка раніше двічі не була озвучена через охорону державної таємниці.
1 лютого 2011 року Едмондс опублікувала на своєму власному веб-сайті розповідь, додавши подробиці подій, які вона описала як такі, що відбулися у квітні 2001 року. Там описується зустріч іншого перекладача з іранським інформатором за кілька місяців до 11 вересня та реакція на це агентів ФБР:
Угруповання бен Ладена планує масштабний терористичний акт у США. Було видано наказ. Вони націлені на великі міста, великі мегаполіси; вони думають про чотири чи п'ять міст; Нью-Йорк, Чикаго, Вашингтон і Сан-Франциско; можливо, Лос-Анджелес чи Лас-Вегас. Для здійснення атак вони використають літаки. Вони сказали, що деякі особи, причетні до цього, вже перебувають у Сполучених Штатах. Вони тут, у США, живуть серед нас, і я вважаю, що дехто в уряді США вже знає про все це.
Едмондс сказала, що два агенти, з якими працював цей інший перекладач, повідомили цю інформацію «спеціальному уповноваженому агентові» за кілька місяців до нападу. Після нападу один із них сказав їхньому перекладачеві, що спеціальний уповноважений агент «викликав нас до себе в офіс і дав нам наказ; абсолютний наказ [про те, що] ми ніколи не отримували жодних попереджень. Цих розмов ніколи не існувало; цього ніколи не було; крапка. Він сказав, що це дуже делікатне питання… і що нікому ніколи не слід згадувати жодного слова про цю справу; і крапка».

## Засекречена Жінка
У березні 2012 вона видала автобіографію, яка отримала назву «Засекречена Жінка — Історія Сібель Едмондс: Мемуари». Рецензуючи книгу для журналу The American Conservative, Філіп Джиральді сказав, що через те, що спливло стільки часу, деякі деталі книги можна піддати сумніву. Однак він вважав, що центральна теза про некомпетентність і корупцію уряду була правильною.

## NewsBud
Разом із іншими партнерами, Сібель Едмондс створила NewsBud, за підтримки пожертвувань на Kickstarter. Переважно сольний Boiling Frogs Post Сібель Едмондс, який містить статті та відео, об'єднується та поглинається в NewsBud — тож контент BFP стає контентом NewsBud, а контент NewsBud час від часу з'являється як заголовок у BFP або веб-сайт.